# Mercedes Cup 2017 - Qualificazioni singolare
Le qualificazioni del singolare della Mercedes Cup 2017 sono state un torneo di tennis preliminare per accedere alla fase finale della manifestazione. I vincitori dell'ultimo turno sono entrati di diritto nel tabellone principale. In caso di ritiro di uno o più giocatori aventi diritto a questi sono subentrati i lucky loser, ossia i giocatori che hanno perso nell'ultimo turno ma che avevano una classifica più alta rispetto agli altri partecipanti che avevano comunque perso nel turno finale.

## Teste di serie
1. Lukáš Lacko (qualificato)
2. Ruben Bemelmans (ultimo turno)
3. Maximilian Marterer (ha ricevuto una wild card per il tabellone principale)
4. Taylor Fritz (primo turno)

1. Peter Gojowczyk (qualificato)
2. Aleksandr Bublik (ultimo turno)
3. Márton Fucsovics (qualificato)
4. Vincent Millot (primo turno)

## Qualificati
1. Lukáš Lacko
2. Peter Gojowczyk

1. Yannick Hanfmann
2. Márton Fucsovics

## Tabellone

### Legenda
| - Q = Qualificato - WC = Wild card - LL = Lucky loser | - ALT = Alternate - SE = Special Exempt - PR = Protected Ranking | - w/o = Walkover - r = Ritirato - d = Squalificato |

### Sezione 1
|  | Primo turno | Primo turno      | Primo turno      | Primo turno | Primo turno |  |  | Ultimo turno | Ultimo turno     | Ultimo turno     | Ultimo turno | Ultimo turno |  |
|  |             |                  |                  |             |             |  |  |              |                  |                  |              |              |  |
|  | 1           | Lukáš Lacko      | Lukáš Lacko      | 6           | 6           |  |  |              |                  |                  |              |              |  |
|  |             | Daniel Brands    | Daniel Brands    | 3           | 4           |  |  | 1            | Lukáš Lacko      | Lukáš Lacko      | 6            | 7            |  |
|  |             | Mirza Bašić      | Mirza Bašić      | 5           | 3           |  |  | 6            | Aleksandr Bublik | Aleksandr Bublik | 3            | 5            |  |
|  | 6           | Aleksandr Bublik | Aleksandr Bublik | 7           | 6           |  |  |              |                  |                  |              |              |  |

### Sezione 2
|  | Primo turno | Primo turno       | Primo turno | Primo turno | Primo turno |  |  | Ultimo turno | Ultimo turno    | Ultimo turno    | Ultimo turno | Ultimo turno |  |
|  |             |                   |             |             |             |  |  |              |                 |                 |              |              |  |
|  | 2           | Ruben Bemelmans   | 1           | 6           | 7           |  |  |              |                 |                 |              |              |  |
|  |             | Yasutaka Uchiyama | 6           | 3           | 64          |  |  | 2            | Ruben Bemelmans | Ruben Bemelmans | 4            | 64           |  |
|  |             | Daniel Masur      | 7           | 3           | 2           |  |  | 5            | Peter Gojowczyk | Peter Gojowczyk | 6            | 7            |  |
|  | 5           | Peter Gojowczyk   | 5           | 6           | 6           |  |  |              |                 |                 |              |              |  |

### Sezione 3
|  | Primo turno | Primo turno      | Primo turno | Primo turno | Primo turno |  |  | Ultimo turno | Ultimo turno     | Ultimo turno     | Ultimo turno | Ultimo turno |  |
|  |             |                  |             |             |             |  |  |              |                  |                  |              |              |  |
|  | Alt         | Yannick Hanfmann | 6           | 2           | 6           |  |  |              |                  |                  |              |              |  |
|  |             | Lukáš Rosol      | 3           | 6           | 4           |  |  | Alt          | Yannick Hanfmann | Yannick Hanfmann | 6            | 6            |  |
|  | WC          | Yannick Maden    | 7           | 5           | 6           |  |  | WC           | Yannick Maden    | Yannick Maden    | 4            | 1            |  |
|  | 8           | Vincent Millot   | 5           | 7           | 1           |  |  |              |                  |                  |              |              |  |

### Sezione 4
|  | Primo turno | Primo turno       | Primo turno      | Primo turno | Primo turno |  |  | Ultimo turno | Ultimo turno      | Ultimo turno      | Ultimo turno | Ultimo turno |  |
|  |             |                   |                  |             |             |  |  |              |                   |                   |              |              |  |
|  | 4           | Taylor Fritz      | 5                | 6           | 3           |  |  |              |                   |                   |              |              |  |
|  |             | Marco Chiudinelli | 7                | 4           | 6           |  |  |              | Marco Chiudinelli | Marco Chiudinelli | 5            | 5            |  |
|  | WC          | Daniel Altmaier   | Daniel Altmaier  | 3           | 4           |  |  | 7            | Márton Fucsovics  | Márton Fucsovics  | 7            | 7            |  |
|  | 7           | Márton Fucsovics  | Márton Fucsovics | 6           | 6           |  |  |              |                   |                   |              |              |  |